# Amt Eggebek
Das Amt Eggebek ist ein Amt im Westen des Kreises Schleswig-Flensburg in Schleswig-Holstein. Es grenzt im Nordwesten an das Amt Schafflund, im Nordosten an die amtsfreie Gemeinde Handewitt, im Westen an den Kreis Nordfriesland, im Süden an das Amt Arensharde und im Osten an das Amt Oeversee. Es leben ca. 9500 Einwohner im gesamten Amtsgebiet. Wanderup und Eggebek sind hierbei die größten Gemeinden.

## Amtsangehörige Gemeinden
| 1. Eggebek 2. Janneby 3. Jerrishoe 4. Jörl | 1. Langstedt 2. Sollerup 3. Süderhackstedt 4. Wanderup |

## Geschichte
1889 wurden die preußischen Amtsbezirke Eggebek und Jörl gebildet. Diese hatten bis Ende des Zweiten Weltkrieges Bestand. 1968 entstand das heutige Amt aus der Zusammenlegung der beiden Ämter Wanderup und Jörl, die seit 1947 bestanden. 1970 wurde die Gemeinde Langstedt in das Amt eingegliedert. In der Amtsgemeinde Eggebek war bis zuletzt im Jahre 2005 das Marinefliegergeschwader 2 auf dem örtlichen Fliegerhorst stationiert. Heute befindet sich auf dem ehemaligen Fliegerhorst ein großer Gewerbepark mit großflächigen Solaranlagen.